# Tippi Toppi
Tippi Toppi ist ein Kartenspiel von Ken Gruhl aus dem Jahr 2019, das im selben Jahr den sechsten Platz des À-la-carte-Kartenspielpreis verzeichnete. Es ist für ein bis vier Spieler ab 8 Jahren konzipiert. Eine Spielrunde dauert etwa 20 Minuten.

## Ausstattung
Neben der Spielanleitung enthält das Spiel 110 Karten, wovon 56 Zahlenkarten und 53 Auftragskarten sind. Eine Karte stellt eine Übersicht dar.

## Spielablauf
In Tippi Toppi müssen die Spieler in Kooperation Aufträge mittels vier Kartenstapel erfüllen. Die Anzahl der Aufträge variiert je nach Schwierigkeitsgrad.
Die Spieler legen im Uhrzeigersinn nacheinander Karten auf die Ablagestapel. Dabei dürfen Karten mit gleicher Zahl oder gleicher Farbe aufeinander gelegt werden. Pro Runde darf jeder Spieler immer nur eine Karte ablegen. Die Handkarten werden immer wieder auf vier aufgefüllt.
Es besteht Legezwang. Sollte ein Spieler vorzeitig nicht mehr legen können, ist das Spiel beendet und das Team hat verloren. Das Spiel gilt ebenfalls als verloren, wenn es dem Team nicht gelingt, alle Aufträge vor Spielende abzuschließen.

## Belege
1. 1 2  
Spielanleitung Tippi Toppi, Schmidt Spiele 2019